# Stanisław Gołąb
Stanisław Gołąb (né le 26 juillet 1902 à Travnik, maintenant en Bosnie-Herzégovine ; mort le 30 avril 1980 à Cracovie) est un mathématicien polonais de l'École mathématique de Cracovie. Il a travaillé principalement en géométrie affine et différentielle.

## Biographie
Stanisław Gołąb étudie les mathématiques à l'université Jagellonne ; il obtient son doctorat en 1931 sous la direction de Stanisław Zaremba avec un thèse intitulée « Über verallgemeinerte projektive Geometrie » et son habilitation en 1932. Il est conférencier invité du Congrès international des mathématiciens de 1928 à Bologne.
Il est professeur à l'École des mines et de la métallurgie de Cracovie et à l'université Jagellonne jusqu'à l'invasion allemande. Le 6 novembre 1939, il est arrêté par les Allemands, avec les autres professeurs de l'université dans le cadre de la Sonderaktion Krakau et emprisonné à Wrocław et au camp de concentration de Sachsenhausen jusqu'en 1940, puis relâché. Après la guerre, il reprend son travail de professeur à l'École des mines et de la métallurgie de Cracovie. Il est officier de l'Ordre Polonia Restituta.

## Travaux et publications (sélection)
En 1932, Stanisław Gołąb prouve que le périmètre du disque unité par rapport à une métrique donnée peut prendre n'importe quelle valeur entre 6 et 8, et que et que ces deux valeurs extrêmes sont atteintes si, et seulement si, le disque unité est un hexagone régulier ou un parallélogramme, respectivement.
Stanisław Gołąb  est auteur d'un livre de calcul tensoriel traduit en anglais, et d'un livre sur les équations fonctionnelles d'objets géométriques (en allemand : Funktionalgleichungen der Theorie der geometrischen Objekte). Il est aussi auteur ou coauteur de plus de 200 articles, parmi lesquels
- « Quelques problèmes métriques de la géometrie de Minkowski », Trav. de l'Acad. Mines Cracovie, vol. 6,‎ 1932, p. 1-79
- « Über einen algebraischen Satz, welcher in der Theorie der geometrischen Objekte auftritt », Beiträge zur Algebra und Geometrie, vol. 2,‎ 1974, p. 7–10
- avec H. Swiatak, « Note on Inner Products in Vector Spaces », Aequationes Mathematicae,‎ 1972, p. 74
- « Über das Carnotsche Skalarprodukt in schwach normierten Vektorräumen », Aequationes Mathematicae, vol. 13,‎ 1975, p. 9-13
- « Sur un problème de la métrique angulaire dans la géometrie de Minkowski », Aequationes Mathematicae,‎ 1971, p. 121
- « Über die Grundlagen der affinen Geometrie », Jahresbericht DMV, vol. 71,‎ 1969, p. 138–155